# Nikola Tomić
Nikola Tomić (ur. 26 marca 1985 w Zagrzebiu) – chorwacki wioślarz.

## Osiągnięcia
- Mistrzostwa Świata U-23 – Amsterdam 2005 – jedynka wagi lekkiej – 15. miejsce[1].
- Mistrzostwa Świata U-23 – Glagow 2007 – jedynka wagi lekkiej – 6. miejsce[1].
- Mistrzostwa Świata – Linz 2008 – jedynka wagi lekkiej – 14. miejsce[1].